# Kungshögen, Bolmsö

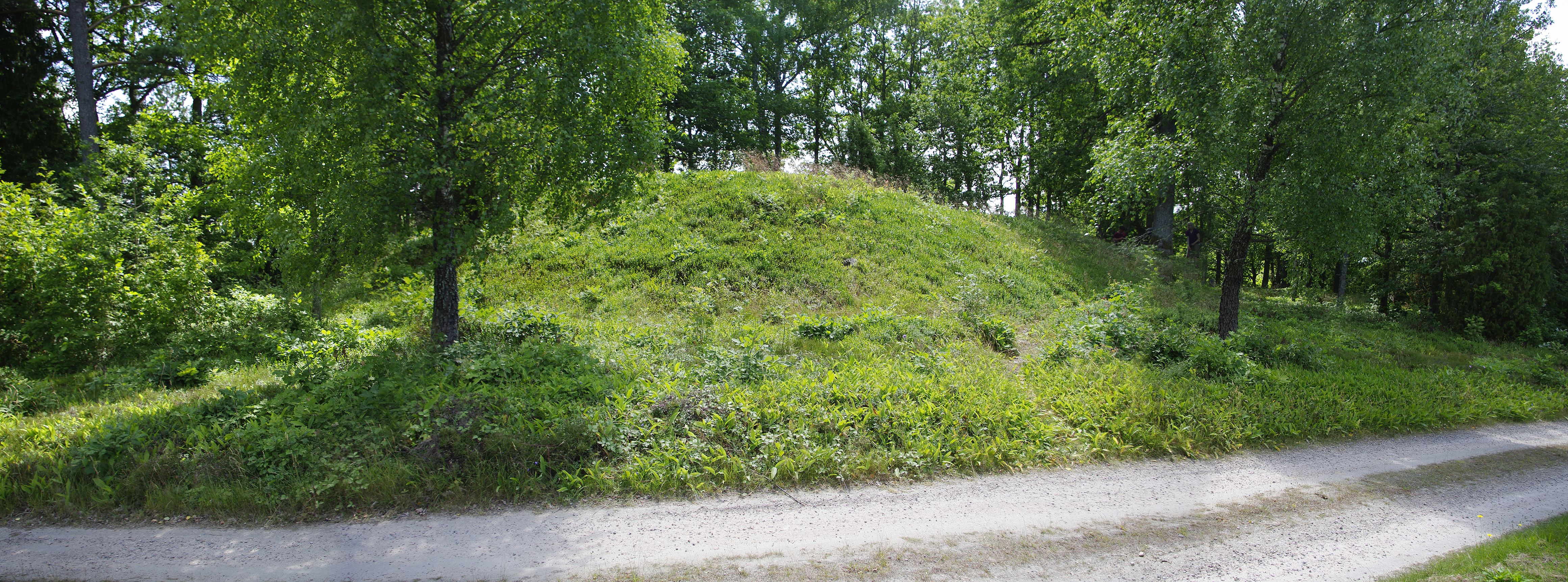
Kungshögen på Bolmsö, Småland.

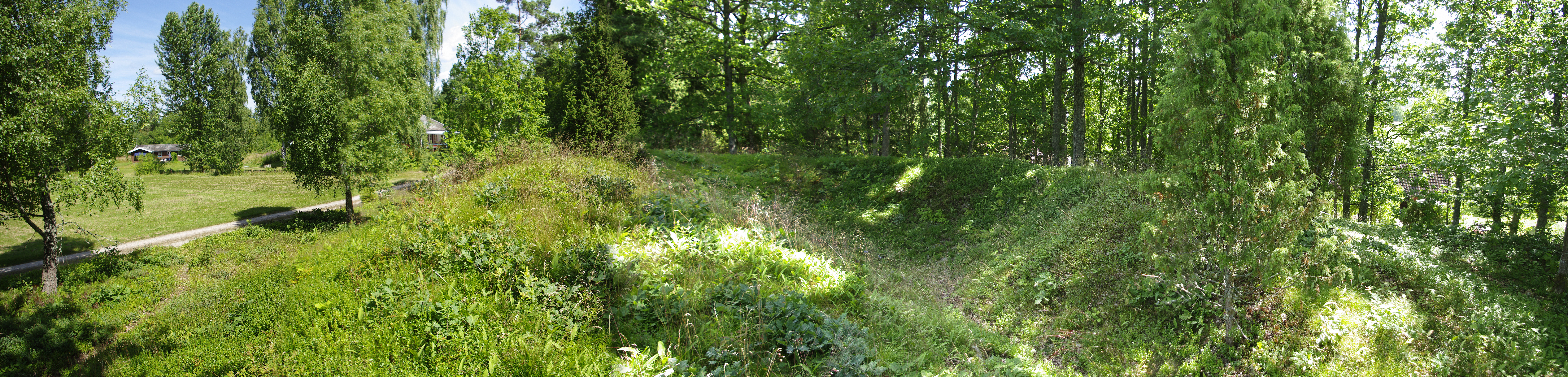
Hålet efter plundringen av gravhögen.

Kungshögen är en större gravhög, belägen på nordöstra sidan av Bolmsö i sjön Bolmen i Småland. Den har fornlämningsnummer RAÄ Bolmsö 17:1 i FMIS.
På den stora ön Bolmsö i Bolmen är noterat närmare fem hundra gravar koncentrerade till olika gravfält. Gravfälten finns nära den forntida stranden utmed Bolmens östra sida. Undantaget är ett större gravfältskomplex på öns nordvästra del.
Den helt dominerande gravtypen är gravhögar av ofta mindre dimensioner. En större hög finns dock på den nordöstra delen av ön. Den ingår här i ett gravfält som är placerat på en markant åsbildning. Bolmens vattenyta har sänkts under ett par omgångar, och den nutida vattenytan ligger därför ca två meter lägre än under forntiden. Detta betyder att höjden med gravfältet legat mycket dominant i nästan direkt anslutning till vattnet.
49 gravar på gravfältet och även på närliggande gravfält undersöktes på 1870-talet av kyrkoherden L.F. Palmgren och på 1910-talet av järnvägskonduktören F.J. Eneström med hjälp av dåvarande kronprinsen Gustaf Adolf. Merparten av gravarna tillhör vikingatiden. En jämförelse med gravinnehållet på Bolmsö jämfört med resterande del av Finnveden, dvs i stort västra Småland, antyder en högre statusnivå på Bolmensö och därmed också öns dåtida betydelse för Finnveden. En av de gravar som Eneström undersökte 1911 var mycket rik på föremål. Bland annat påträffades ett spjut, 26 bronsknappar, två guldgubbar, en guldring samt andra mindre guldföremål.
Utifrån fornlämningarna och påträffade föremål kan man skönja att området på den nordöstra delen av ön utgjort en viktig plats under yngre järnålder. Avsaknaden av runstenar på ön kan dock peka på att områdets betydelse minskat under slutet av vikingatiden.
Kungshögen är den östligaste graven i ett gravfält på tio gravar som är placerade på den smala åsryggen. Övriga gravar utgörs av tre mindre högar samt sex resta bautastenar. Namnet Kungshögen är först känd från mitten av 1800-talet. Givetvis har denna dominanta hög associerats till gamla sägner och legender. Högen och gravfältet var tidigare även känd som Konung Rings hög eller som Tiehögarna. Man har också velat förknippa den med rester efter en borg, Hergrims borg. Hergrim var enligt legenden en trollkunnig bärsärk som bodde på Bolmsö.
Högens mittparti skadades svårt efter ett plundringsförsök cirka 1865. Bonden Johan i Håringe grävde sig då ner i högen för skattsökeri. När han frilade en stenkista rasade gropens väggar av sand samman, så det påstås att han aldrig slutförde plundringen.